# アイ・ウォント・イット・ザット・ウェイ
「アイ・ウォント・イット・ザット・ウェイ」（I Want It That Way）は、アメリカの男性グループ、バックストリート・ボーイズのシングル曲。アルバム『ミレニアム』の先行シングルであり、2001年にリリースされたベスト・アルバム『グレイテスト・ヒッツ・チャプター・ワン』 (The Hits: Chapter One) に収録されている。バックストリート・ボーイズの代表曲かつ90年代を代表するポップソングである。

## 成功
この曲は、ラジオ局へのリクエストが殺到し、ビルボードのアダルト・コンテンポラリーチャートでは14週1位を記録。ビルボードトップ40でも1位を記録している。Billboard Hot 100では最高6位であったが、ヨーロッパを含む25カ国で1位を記録した。グラミー賞にも3部門ノミネートされた。
2000年にはMTV/ローリング・ストーンが選ぶ「生涯で代表するポップソングトップ100」で10位、2003年の6月にVH1が発表した「過去25年間で代表するトップ500」では61位、2007年12月にVH1で放送された「90年代を代表する曲トップ100」で3位に選ばれている。
また、リリースから20年以上経過した2021年にはSamsung Galaxy Z Flip 3のCM曲に採用された。

## 秘話
作曲はスウェーデン人作曲家のアンドレアス・カールソンがメインになり、バックトリート・ボーイズのプロデューサーで作詞作曲も手掛ける同じくスウェーデン出身のマックス・マーティンがそれにアドバイスする形で作曲された。

## トラックリスト
1. I Want It That Way
2. My Heart Stays With You
3. I'll Be There For You

## 各国でのチャート
| チャート                             | 最高位 |
| ------------------------------------ | ------ |
| オーストリア                         | 1      |
| カナダ                               | 1      |
| オランダ                             | 1      |
| フィンランド                         | 1      |
| ドイツ                               | 1      |
| インドネシア                         | 1      |
| イスラエル                           | 1      |
| イタリア                             | 1      |
| マレーシア                           | 1      |
| ニュージーランド                     | 1      |
| シンガポール                         | 1      |
| スペイン                             | 1      |
| スウェーデン                         | 2      |
| スイス                               | 1      |
| UK                                   | 1      |
| ビルボード・アダルトコンテンポラリー | 1      |
| ビルボードメインストリームTop40      | 1      |
| フィリピン                           | 2      |
| Billboard Hot 100                    | 6      |